# Engelke Jan Boneschanscher
Engelke Jan Boneschanscher (Slochteren, 23 juli 1858 – Den Haag, 16 februari 1946) was hoofdonderwijzer in het Drentse dorp Dwingeloo en amateurfotograaf.

## Leven
Meester Boneschancher leidde een actief leven. Van 1883 tot 1923 was hij hoofdonderwijzer in Dwingeloo en tevens koster en organist van de Nederlandse Hervormde Kerk in dat dorp. Hij leidde ook een koor. Met zijn kinderen en met leerlingen ging hij geregeld de natuur in om hun de waarde ervan bij te brengen. Boneschanscher was zijn tijd vooruit. Zo bouwde hij zijn eigen radio, gaf les volgens de nieuwste inzichten en had als eerste in het dorp een fototoestel.
Engelke Jan Boneschanscher was getrouwd met Grietje Verwer. Samen kregen ze zes kinderen: vier meisjes en twee jongens, die allen het onderwijs in zijn gegaan. Na zijn pensionering in 1923 is het echtpaar naar Den Haag verhuisd.
Zijn oudste broer was onderwijzer en kinderliedschrijver Eppo Jan Boneschanscher (1852-1912).

## Fotografie
Boneschanscher staat bekend als een vooruitstrevend fotograaf. Van ongeveer 1895 tot 1930 heeft hij honderden foto's van het dorp Dwingeloo, de omgeving en de inwoners gemaakt. Hij richtte zich daarbij vooral op  alledaagse zaken. Door zijn foto's is er veel bekend over het Dwingeloo dat hij vastlegde. Van zijn werk zijn vier fotoalbums en ruim 150 losse foto's opgenomen in het Drents Archief.
Dwingeloo heeft in 1905 en 1923 twee grote branden gekend, die hij beide meegemaakt heeft. In 1905 brandde zijn eigen huis volledig af. Bij de brand van 1923 gingen behalve de vijftiende-eeuwse Sint-Nicolaaskerk ook de synagoge, een herberg, een smederij en negen woningen in vlammen op. De gevolgen van deze gebeurtenissen heeft Boneschanscher op foto's vastgelegd.